# 251627 Joyceearl
251627 Joyceearl è un asteroide della fascia principale. Scoperto nel 2010, presenta un'orbita caratterizzata da un semiasse maggiore pari a 3,1315177 UA e da un'eccentricità di 0,2069012, inclinata di 22,57617° rispetto all'eclittica.
L'asteroide è dedicato a Joyce e Earl Bonar, nonni di Amy Mainzer, responsabile scientifico della progetto NEOWISE nel cui ambito è avvenuta la scoperta.